# 安蒜豊三 ニュースファイル
『安蒜豊三 ニュースファイル』（あんびるとよぞう ニュースファイル）は、東海ラジオ放送の報道番組・教養番組である。無限堂提供。

## 概要
2012年4月2日開始。月曜 20:00 - 20:30の生放送。
- 番組開始当初からの2年半は、「原光隆 ニュースファイル」として当時東海ラジオアナウンサーの原光隆と、当時中日新聞社記者で「中日新聞こどもウィークリー」編集長の山田伝夫がパーソナリティを務め、今日の動き、先週1週間の動きを紹介し、それを基に山田がその中から注目すべきニュース数項目をわかりやすく分析・解説した。なおこの番組後の月曜 20:30 - 20:40には引き続き生放送で映画の紹介・評論を原が行う「原光隆 シネマファイル」が放送されていた。
- 2014年9月22日をもって、原が東海ラジオの平日の朝のワイド番組（「原光隆 はやバン!」、「矢野きよ実の朝は矢野流」）担当のため降板。同年9月29日からは『安蒜豊三 ニュースファイル』に改題。東海ラジオアナウンサー・報道部部長の安蒜豊三と当時中日新聞社教育報道部の小野木昌弘がパーソナリティを務めている。
- 2016年2月8日は安蒜が『はやバン!』のピンチヒッターを務めたため、同アナウンサー・報道部副部長の源石和輝が担当した。
- 2017年3月27日をもって、放送終了。

## コーナー
- ニュースファイルtoday
  - ここまでに入ってきている最新のニュースを伝える。
- ニュースファイルchronicle
  - ○○年前の今日に起きた出来事を紹介する。
- ニュースファイルlastweek
  - 先週起きた出来事から気になるニュースをピックアップ、小野木が解説する。
- ニュースファイルreport
  - 東海ラジオアナウンサーが持ち回りで東海地方を取材する。
- ニュースファイルthisweek
  - 今週予定されている出来事を紹介する。